# 伏波號驅逐艦
伏波號驅逐艦是清朝末期订购的驱逐舰之一，为長風級驅逐艦二号舰。本舰下水时清朝已经覆灭，中华民国继承了该舰，为避免重名而改名“建康”。此后本舰历尽坎坷：先是经历了民国初年的军阀混战，1937年抗日战争爆发初期受日军空袭重创被迫搁浅。日军捕获本舰后，改造成杂役艇，以“翠”（日语：／ Yamasemi ?）之名加入大日本帝国海军。1939年，日军为了扶植沦陷区的汪伪政权，将本舰转交予汪伪政权，这个时期本舰再度改名“海绥”。1945年，抗日战争胜利，本舰恢复“建康”一名重回中华民国海军旗下，1947年因老旧最终退役。本舰最初的舰名“伏波”为中国自创立近代海军以来第二艘以此为名的军舰，第一艘伏波为晚清时期福建船政建造的一艘炮舰。伪政权时期的“海绥”一名，为“协助（日军）绥靖（海疆）”之意。

## 设计和概述
清政府早期曾经尝试过装备驱逐舰，但庚子事变时4艘海龙级驱逐舰全部被联军夺取。1909年，清政府派出载洵为首的考察团访问欧洲各国，并下达了大批军舰订单。这一次清廷再次试图拥有驱逐舰，为此向德国希肖造船厂下达了3艘新驱逐舰的订单。
本舰排水量390吨，长60.35米、宽6.5米、吃水1.8米。外形上舯部乾舷极低，加上行驶速度快，为了减少上浪问题，采用了高乾舷、长艏楼的巡洋舰式舰艏设计；同时为改善驾驶室视野，司令塔前移，尽量紧贴着艏楼末端。动力方面，为两台垂直三胀式蒸汽机，由4座希肖（或译“硕效”）自制的水管锅炉提供蒸汽。设计动力6,500匹指示馬力（4,800千瓦特），最高航速32節（59每小時）；实际海试录得36節（67每小時）。
本舰主炮为两门75毫米炮，另有4门47毫米机关炮分布在两侧。鱼雷武器方面，为两具18英寸（457）鱼雷发射管，弱于同期德制驱逐舰的3发射管配置。

## 舰历

### 建成至前期
1911年，清政府向希肖造船厂追加了两艘驱逐舰的订单。第二批驱逐舰起初代号为第二、第三号，日后清政府分别拟定了“伏波”、“飞云”的名字。1912年7月5日，两舰下水，此时清朝早已经灭亡。民国政府以开具高额贴息国库券的方式，继承了本级全部三舰。10月31日，长风、伏波、飞云三舰返抵上海，11月7日接收完毕，入列中国海军。11月14日，时任海军总司令李鼎新向海军部提交报告称伏波、飞云两名与福建船政当年建造的两艘炮舰重名，建议改名为晴波、庆云。北京政府后来决定三舰均进行改名，其中伏波号改名“建康”。
1912年讨袁战争结束后，海军陆续为各舰加装无线电设备。在主力舰艇接受改装之后，伏波号等三舰也陆续安装了西门子德律风根式接收机，为此三舰前后桅均加高以安装天线。此时三舰因舰况较新，航速快，北洋政府用来充当侦察和通信用。
1916年7月21日，海军总司令程璧光、第一舰队司令林葆怿率舰南下护法，而建康号继续留在北京政府内。
1926年7月，國民革命軍誓師北伐，先后击败吴佩孚、孙传芳等部。在此形势下，闽系中央海军与北伐军进行会谈，同意加入國民革命軍。1927年2月22日18时，停泊在黄浦江面的建威號、建康号两舰首先发难，上海第二次工人武装起义爆发。两舰先后炮击高昌庙兵工厂、南火车站和龙华驻军司令部、督办公署，一辆军用列车中弹起火。因有几发炮弹落入法租界内，法国军舰阻止两舰继续射击。另一边，陆地上的起义者未能一举攻克兵工厂，守军乘军舰停止炮击之机进行反扑，镇压了起义。2月24日，北京政府派遣直鲁联军第八军军长兼渤海舰队司令毕庶澄率领2000名陆军和1000名海军陆战队水陆两路进驻上海，同时渤海舰队主力南下。面临此压力，杨树庄决定放弃上海高昌庙海军基地，在沪13艘舰艇全部驶出吴淞口，停留在吴淞炮台射程之外的海面。3月14日，杨树庄正式通电归附国民革命军。此后海容、海籌、應瑞、永健、建康等舰巡防吴淞至江阴江面。
1927年，建康号编入中央海军辖下的鱼雷游击队。1934年鱼雷游击队裁撤，建康号转入陈季良率领的第一舰队。抗日战争爆发前，建康号的机件老化严重，此时航速只剩下20節（37每小時）。
1937年，抗日战争全面爆发。9月25日，逸仙号在江阴上游遭到日机反复轰炸坐沉。建康号等多艘军舰赶往当地进行救助，并协助拆除逸仙号舰上武器。返航途中，建康号也遭到日机轰炸，建康号舰上虽无高射炮，但仍以75毫米炮调高角度进行还击，其他官兵甚至用步枪等进行射击。然而这种程度的回击毕竟无法阻止日军的攻击，日机投下4颗炸弹，并用机枪进行扫射。建康号左舷首先进水，其后舰艉也受到命中，轮机舱等多处舱室都在进水。舰长齐粹英重伤，全舰伤亡人员过半。建康号已经无法继续操纵，被迫搁浅放弃，并拆下舰上火炮。

### 后期
1938年，日本海军派出修理舰朝日对建康号进行打捞，之后送往三菱船厂管理下的江南造船所进行修理。同年7月13日，建康号修理完毕，日军将其改名为“翠”入役，作为杂役艇使用，主要负责通信和短途运输。这次修理中，日军更换了舰上的锅炉和桅杆；另在原舰艏主炮处安装了一门老式的哈齐开斯47毫米单管机关炮，除此别无其他武装。此外为了承担运输工作，乾舷也稍为加高了一些。
1939年12月21日，日军将翠转交给維新政府。维新政府海军以“协助绥靖”为题，将翠改名“海绥”（另一艘军舰“翡”，即原鱼雷艇湖鶚號则相应改名为“海靖”）。日本统合各地伪政权，建立汪精卫政权后，海绥号也随之加入汪政权海军，并未改名；归属于南京要港司令部，属于汪政权海军为数不多的大舰。此后海绥号主要在长江中下游进行巡逻。
1945年抗战胜利后，民国海军接收了各伪政权舰艇，海绥号也得以重返中国海军，并恢复原名“建康”。1947年7月，建康号因老旧从海军退役，1948年6月交予海警部门转为水警船。其后经历不详。